# Bobetino Brdo
Bobetino Brdo (cyr. Бобетино Брдо) – wieś w Bośni i Hercegowinie, w Republice Serbskiej, w gminie Lopare. W 2013 roku liczyła 393 mieszkańców.